# Typhlodromus lushanensis
Typhlodromus lushanensis är en spindeldjursart som beskrevs av Zhu 1985. Typhlodromus lushanensis ingår i släktet Typhlodromus och familjen Phytoseiidae. Inga underarter finns listade i Catalogue of Life.